# Alfredo Scapinello
Alfredo Scapinello (18 luglio 1936) è un ex calciatore italiano, di ruolo attaccante.

## Carriera
Nella stagione 1961-1962 realizza una rete (contro il Nîmes) in 11 presenze nella prima divisione francese con la maglia del Le Havre, che termina il campionato al penultimo posto in classifica, retrocedendo in seconda divisione; rimane in rosa anche nella stagione 1962-1963, nella quale va a segno per 3 volte in 5 partite nel campionato di Division 2.
Nella stagione 1963-1964 gioca ancora in questa categoria, ma con la maglia del Cherbourg, con cui mette a segno 4 reti in 18 presenze in campionato.